# 瀬名信輝
瀬名 信輝（せな のぶてる）は、戦国時代の武将。今川氏の一族である。

## 経歴
天文13年（1544年）、瀬名貞綱の長男として生まれる。瀬名氏は今川氏の支族であり、また信輝の生母は今川氏親の娘であるため、信輝は今川氏真の従兄にあたる。今川義元や氏真に仕えたが、今川・武田間が手切となり、永禄11年（1568年）12月に甲斐武田氏による今川領国への侵攻が行われると（駿河侵攻）、瀬名氏は朝比奈信置や葛山氏元らとともに武田方に内応した。その功績により、武田信玄（晴信）から「信」の1字を賜り、名を氏詮から信輝と改名している。
元亀3年（1572年）9月を最後にして記録上では名前が確認されないため、この前後に没したものと思われる。

## 系譜
『寛政重修諸家譜』巻九十五「瀬名」には氏明（うじあきら）で記せられており、別名として氏詮（同じく「うじあきら」または「うじのり」）を載せる。父の名は氏俊（貞綱の別名とみる説もある）。同書では永禄11年（1568年）没落の際に氏明も流浪し、元和2年4月10日（1616年5月25日）に没したとしており（この没年月日は子と記される瀬名政勝と4日違い）、法名浄庵を掲げる。生年・享年は記されていない。系譜に4男5女を掲げ、江戸幕府に仕えた瀬名政勝、女（与良与兵衛某妻）、別家を立てた今川貞国、修験者となり京都勝仙院に住した恵光、某（小源）、女（葛山八郎某室）、女（大屋与兵衛某室）、女（神部吉右衛門某室）、女（小沢太郎兵衛某室）とある。

## 関連作品
- 『3人の信長』（2019年、演：相島一之）